# محمد ماكين الصيني
محمد ماكين الصيني أو ما جيان (بالصينية: 馬堅، وبالأويغورية: ماجيهن) ـ (1906 ـ 1978) هو عالم دين ومترجم صيني مسلم. ترجم القرآن الكريم إلى الصينية وقال بالتوافق بين الماركسية والإسلام.
ولد ما جيان في قرية شاديان بمقاطعة يونان في الجنوب الأوسط من الصين، ثم انتقل إلى شنغهاي للدراسة سنة 1928. وفي سنة 1931 ارتحل إلى مصر موفدًا من مدرسة شنغهاي الإسلامية للدراسة بجامعة الأزهر بالقاهرة، ضمن أول بعثة أرسلتها حكومة الصين للدراسة بالأزهر الشريف. ألّف ما جيان أثناء دراسته بالقاهرة كتابًا باللغة العربية عن الإسلام في الصين، كما ترجم تعاليم كونفوشيوس إلى العربية، وترجم رسالة التوحيد للإمام محمد عبده إلى الصينية.
في سنة 1939 عاد ما جيان إلى الصين، حيث شارك في تأليف القاموس العربي الصيني، وقام بترجمة معاني القرآن الكريم وكتابات إسلامية أخرى إلى الصينية. وفي سنة 1946 عُين أستاذًا بجامعة بكين. وفي سنة 1981 تولت دار الصين للعلوم الاجتماعية بنشر ترجمته الصينية لمعاني القرآن الكريم، ثم تولى مجمع الملك فهد لطباعة المصحف الشريف بالمدينة المنورة لاحقًا طباعة هذه الترجمة في نسخة جمعت بين النصين العربي والصيني.